# Dalziel and Pascoe
Dalziel and Pascoe è una serie televisiva britannica di genere crimine, andata in onda per dodici stagioni su BBC One dal 16 marzo 1996 al 22 giugno 2007. È basata sugli omonimi romanzi di Reginald Hill.

## Trama
La storia ruota attorno ai casi di due detective, Andy Dalziel, insensibile e politicamente incorretto, e Peter Pascoe, laureato: quest'ultimo divorzia dalla moglie nella quinta stagione e poco dopo la donna, con la figlia, parte per gli Stati Uniti.

## Episodi
| Stagione            | Episodi | Prima TV UK | Prima TV Italia |
| ------------------- | ------- | ----------- | --------------- |
| Prima stagione      | 3       | 1996        | 2007            |
| Seconda stagione    | 4       | 1997        |                 |
| Terza stagione      | 4       | 1998        |                 |
| Quarta stagione     | 4       | 1999        |                 |
| Quinta stagione     | 4       | 2000        | 2007            |
| Sesta stagione      | 4       | 2001        |                 |
| Settima stagione    | 6       | 2002        |                 |
| Ottava stagione     | 4       | 2003        |                 |
| Nona stagione       | 8       | 2004        |                 |
| Decima stagione     | 10      | 2006        |                 |
| Undicesima stagione | 4       | 2006        |                 |
| Dodicesima stagione | 6       | 2007        |                 |